# Castello di San Michele (Santa Maria del Cedro)
Il castello di San Michele noto anche come Castello dell’Abatemarco è un castello normanno sito nel comune di Santa Maria del Cedro, nel cosentino. Il nome principale deriva dalla vicinanza alla chiesa dedicata all'omonimo santo.

## Descrizione
La fortezza è collocata su un'altura rocciosa, non distante dal fiume Abatemarco.
L'edificio ha una torre di forma circolare che è posta a guardia dell'ingresso principale. La fortezza ha una forma rettangolare e, probabilmente, prima che la costruzione andasse in rovina, era munito anche di ponte levatoio.
Al sistema di fortificazioni facenti capo al castello avrebbe fatto parte anche la torre di Sant'Andrea, attualmente situata nel centro storico di Santa Maria del Cedro.

## Galleria d'immagini

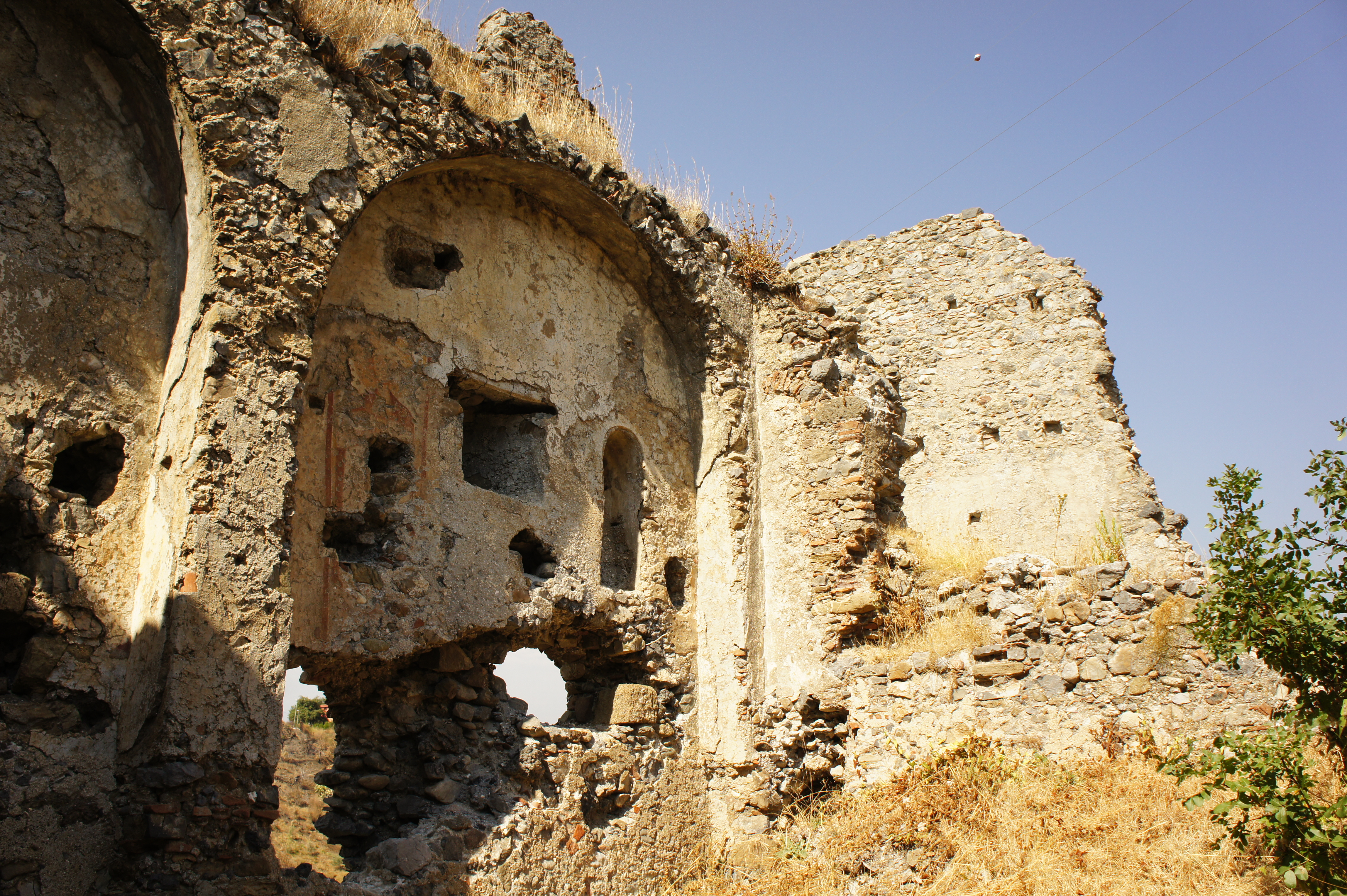
Vista interna
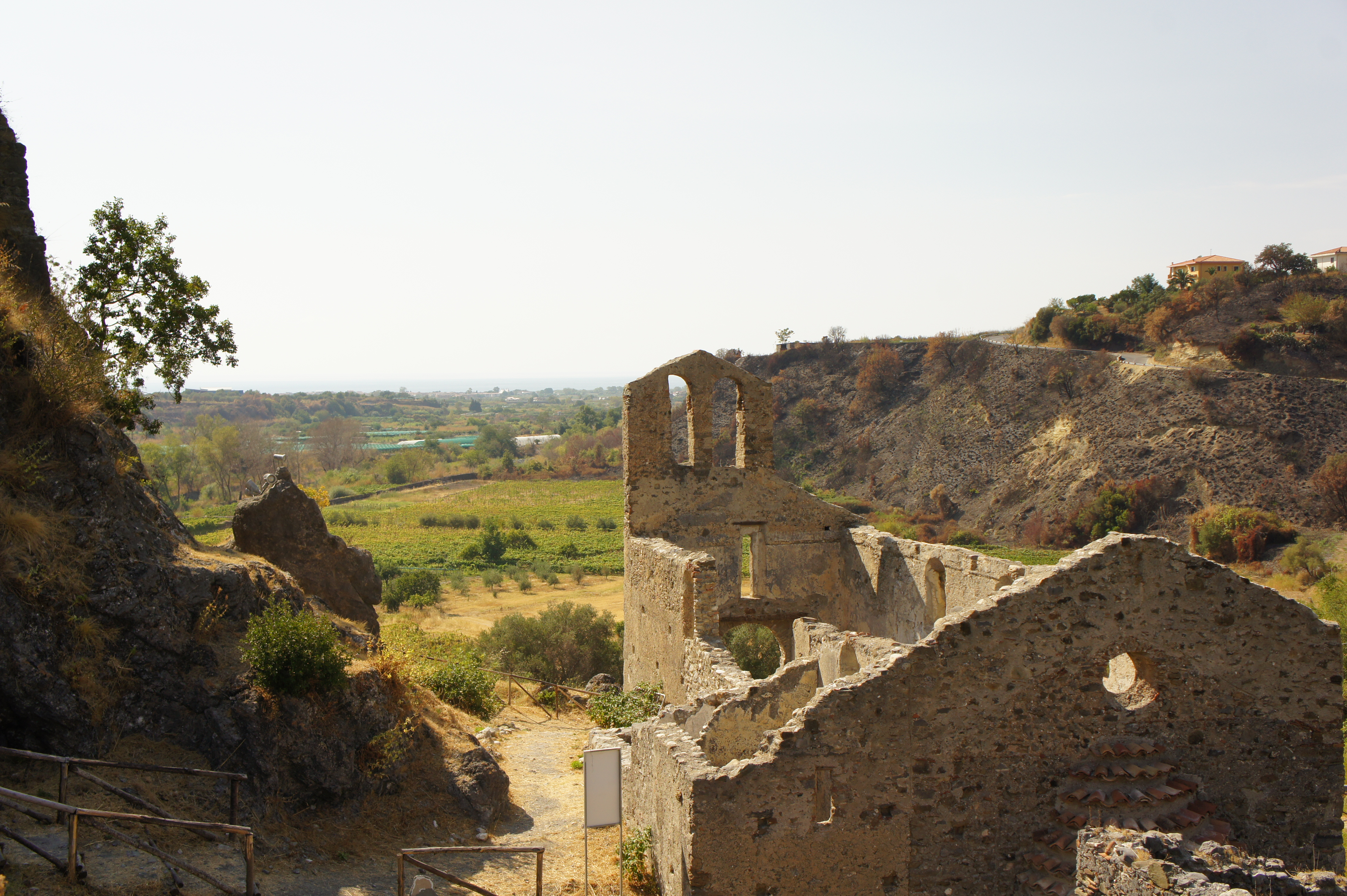
La chiesa di San Michele